# キ18 (航空機)
三菱 キ18
- 用途：戦闘機
- 設計者：堀越二郎[1]
- 製造者：三菱重工業
- 運用者：大日本帝国陸軍
- 初飛行：1935年
- 生産数：1機
- 運用状況：不採用・退役

キ18は、第二次世界大戦前に試作された大日本帝国陸軍の戦闘機。設計・開発は三菱重工業。海軍の九試単座戦闘機を陸軍仕様にしたものだったが、1機試作されただけで不採用となった。

## 概要
1934年（昭和9年）に陸軍は九五式戦闘機を制式採用したが、同時期に三菱が海軍向けに試作した九試単戦の高性能にも目を付け、これを陸軍仕様にしたキ18の試作を三菱に指示した。1935年（昭和10年）8月に試作機が完成し、立川の陸軍航空技術研究所と明野陸軍飛行学校で性能審査が行われた。
審査の結果、安定性や操舵性に問題があるものの速度性能と上昇性能は非常に優れたものを示した。明野陸軍飛行学校ではこの高性能の機体の増加試作を希望したが、立川航空技研では搭載していた「寿」エンジンの信頼性が低いことを理由に不採用を主張した。結局、航空技研の意見が通りキ18の不採用が決定し、試作機が1機製作されただけで終わった。
三菱はこの決定に不満を持ち、その後の陸軍機の開発については消極的な態度をとるようになった（キ33の開発時の対応等）と言われる。

## スペック
- 全長：7.65 m
- 全幅：11.00 m
- 全高：3.15 m
- 主翼面積：17.8 m2
- 自重：1,100 kg
- 全備重量：1,422 kg
- エンジン：中島 寿五型 空冷9気筒エンジン 600HP×1
- 最大速度：444 km/h
- 武装：7.7mm機関銃 × 2
- 乗員：1名